# DENIS VLADI
DENIS VLADI - российский поп-исполнитель, автор песен. Родился 4 июня 2004 года в Республике Хакасия. Активную  творческую деятельность начал после окончания школы и поступления в университет в 2022 году.
1. ↑  DENIS VLADI - Интервью. harmonysmi.com. Дата обращения: 15 августа 2025.